# Kim Hong
Kim Hong (kor. 김홍; * 26. Oktober 2001) ist ein südkoreanischer Fußballspieler.

## Karriere
Kim Hong erlernte das Fußballspielen in der Jugendmannschaften des Withus FC und des Ansan Greeners FC sowie in den Schulmannschaften der Seoul Seongnae Elementary School, Boin Middle School und der Inchang High School. Seinen ersten Profivertrag unterschrieb er am 1. Januar 2020 beim Pyeongtaek Citizen FC. Das Fußballfranchise aus Pyeongtaek spielte in der dritten Liga, der K3 League. Hier stand er bis Anfang 2022 unter Vertrag. Für Pyeongtaek bestritt er 24 Ligaspiele. Über den Viertligisten Goyang Citizen FC aus Goyang wechselte er im Juli 2022 nach Thailand. Hier unterschrieb er einen Vertrag beim Zweitligisten Kasetsart FC. Für den Verein aus der Hauptstadt Bangkok bestritt er 15 Zweitligaspiele. Nach der Hinserie wurde sein Vertrag im Dezember 2022 nicht verlängert.